# Aale (Vorname)
Aale ist ein männlicher oder auch weiblicher Vorname.

## Herkunft und Bedeutung
Aale ist ein finnischer Vorname, der je nach Geschlecht eine andere Herkunft hat.

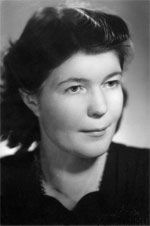
Aale Tynni

Zur Etymologie des männlichen Namens existieren verschiedene Thesen:
- Kurzform verschiedener Namen, die mit Al- beginnen[1]
  - Kurzform von Alexander oder von der Wurzel ADAL „edel“, ALA „alle“, oder ALF „Elf“[2]
- finnische Koseform von Aarne[1]
- finnische Koseform von Arvid[1]

Beim weiblichen Namen Aale handelt es sich um eine estnische Kurzform von Alla oder Rosalia.

## Namensträgerinnen
- Aale Tynni (1913–1997), finnische Dichterin, Übersetzerin und Olympiasiegerin